# Sphenomorphus shelfordi
Sphenomorphus shelfordi är en ödleart som beskrevs av  George Albert Boulenger 1900. Sphenomorphus shelfordi ingår i släktet Sphenomorphus och familjen skinkar. Inga underarter finns listade i Catalogue of Life.